# Sauropus bicolor
Sauropus bicolor är en emblikaväxtart som beskrevs av William Grant Craib. Sauropus bicolor ingår i släktet Sauropus och familjen emblikaväxter. Inga underarter finns listade i Catalogue of Life.